# Oxynoemacheilus argyrogramma
Oxynoemacheilus argyrogramma es una especie de peces de la familia Balitoridae en el orden de los Cypriniformes.

## Morfología
- Los machos pueden llegar alcanzar los 5,8 cm de longitud total.[1]

## Distribución geográfica
Se encuentra en la cuenca del río Tigris en Turquía.

## Hábitat
Es un pez de agua dulce.